# Giuseppe Simone Assemani
Giuseppe Simone Assemani (Yusuf ibn Sim'an as-Sim'ani; 27 de agosto de 1687- 13 de janeiro de 1768) foi um libanês maronita orientalista.
Assemani nasceu em Hasroun, monte Líbano. Quando muito jovem, ele foi enviado para o Faculdade Maronita em Roma, e foi transferido de lá para a biblioteca do Vaticano. Ele foi ordenado sacerdote em 21 de setembro de 1710. Em 1717 ele foi enviado para o Egito e Síria para buscar manuscritos, e retornou com cerca de 150. Em 1735 o papa Clemente XII enviou-o novamente para o Oriente onde ele presidiu o Sínodo maronita em 1736 no monte Líbano, que estabeleceu as bases para a Igreja Maronita moderna. Ele voltou com uma coleção ainda mais valiosa.
Em seu retorno ele foi feito, em 1739, primeiro bibliotecário da biblioteca do Vaticano. Como recompensa de sua atividade, ele foi consagrado arcebispo titular de Tiro em 7 de dezembro de 1766 pelo príncipe Henrique Benedito Stuart, duque de York. Ele morreu em Roma em 13 de janeiro de 1768.